# Aleksandr Weprik
Aleksandr Moisiejewicz Weprik (ros. Александр Моисеевич Веприк; ur. 11 czerwca?/23 czerwca 1899 w Bałcie, zm. 13 października 1958 w Moskwie) – rosyjski kompozytor pochodzenia żydowskiego.

## Życiorys
Uczęszczał do szkoły w Warszawie, następnie uczył się gry na fortepianie u Karla Wendlinga w konserwatorium w Lipsku. W latach 1914–1920 studiował w Konserwatorium Petersburskim u Aleksandra Żytomirskiego (kompozycja) i Nikołaja Dubasowa (fortepian). Od 1920 do 1923 roku był uczniem Nikołaja Miaskowskiego w Konserwatorium Moskiewskim. W latach 1923–1942 uczył w Konserwatorium Moskiewskim orkiestracji, w 1930 roku otrzymał tytuł profesora, a w 1938 roku został kierownikiem katedry. Prowadził działalność popularyzatorską i uczestniczył w reformie życia muzycznego w Rosji. W latach 1942–1943 pracował w konserwatoriach w Saratowie i Swierdłowsku. W 1943 roku wrócił do pracy w Konserwatorium Moskiewskim. W latach 1950–1954 był więźniem gułagu.
Był członkiem redakcji czasopism „Melos” (1917–1918) i „Muzykalnoje obrazowanije” (1925–1929). W 1927 roku odbył podróż do Austrii, Niemiec i Francji, w trakcie której spotkał się z Arnoldem Schönbergiem, Paulem Hindemithem, Maurice’em Ravelem i Arthurem Honeggerem.

## Twórczość
Był reprezentantem żydowskiej szkoły narodowej w muzyce. Typową dla muzyki żydowskiej emocjonalność oraz elementy zdobnicze o charakterze orientalnym łączył z obfitym czerpaniem z tradycji rosyjskiego romantyzmu, rosyjskiej i ukraińskiej muzyki ludowej, muzyki kirgiskiej oraz elementami modernizmu.

## Wybrane kompozycje
(na podstawie materiałów źródłowych)

### Utwory orkiestrowe
- 2 symfonie (I 1931, II 1938)
- Gieroiczeskaja poema (1921)
- 5 malenkich pjes (1930, zrewid. 1957)
- Traurnaja piesnia (1932)
- Piesnia likowanija (1935)
- Simfonietta (1948)
- Liriczeskaja poema (1948, wersja zrewid. pt. Improwizacyja 1958)

### Utwory kameralne
- Suita na skrzypce i fortepian (1925)
- Rapsodia na altówkę i fortepian (1926)

### Utwory fortepianowe
- Preludia (1915, 1916)
- 3 sonaty (1922, 1924, 1925)
- Dietskij albom (1930)
- 10 kirgizskich piesen (1950)

### Kantaty
- Proklatije faszyzmu (1944)
- Narod-gieroj (1955)

### Opera
- Toktoguł (1938, wyst. Frunze 1940)

## Prace
(na podstawie materiałów źródłowych)
- O mietodach priepodawanija instrumientowki (Moskwa 1931)
- Traktowka instrumientow orkiestra (Moskwa 1948)
- Oczerki po woprosam orkiestrowych stilej (Moskwa 1961)